# Björkön, Hjälmaren
Björkön är en långsmal ö i sjön Hjälmaren mellan Mellanfjärden i väster och Storhjälmaren i öster. Det är Björkön och en udde som sträcker sig från fastlandet söder om ön som bildar gräns mellan Mellanfjärden och Storhjälmaren. På fastlandet norr om Björkön ligger Lillkyrka socken. Ön ligger i Örebro kommun.